# Canton du Cateau-Cambrésis
Le canton du Cateau-Cambrésis est une circonscription électorale française, située dans le département du Nord et la région Hauts-de-France.
À la suite du redécoupage cantonal de 2014, les limites territoriales du canton sont remaniées. Le nombre de communes du canton passe de 18 à 56.

## Histoire
Un nouveau découpage territorial du Nord (département) entre en vigueur à l'occasion des premières élections départementales suivant le décret du 17 février 2014. Les conseillers départementaux sont, à compter de ces élections, élus au scrutin majoritaire binominal mixte. Les électeurs de chaque canton élisent au Conseil départemental, nouvelle appellation du Conseil général, deux membres de sexe différent, qui se présentent en binôme de candidats. Les conseillers départementaux sont élus pour 6 ans au scrutin binominal majoritaire à deux tours, l'accès au second tour nécessitant 12,5 % des inscrits au 1er tour. En outre la totalité des conseillers départementaux est renouvelée. Ce nouveau mode de scrutin nécessite un redécoupage des cantons dont le nombre est divisé par deux avec arrondi à l'unité impaire supérieure si ce nombre n'est pas entier impair, assorti de conditions de seuils minimaux. Dans le Nord, le nombre de cantons passe ainsi de 79 à 41.

## Représentation

### Conseillers d'arrondissement (de 1833 à 1940)
Le canton du Cateau avait deux conseillers d'arrondissement au XIXeme siècle, et jusqu'en 1917. 
| Période | Période      | Identité                                             | Étiquette   | Qualité |
| ------- | ------------ | ---------------------------------------------------- | ----------- | --- |
| 1833    | 1845         | Isidore Romain Joseph Sartiaux-Morcrette (1773-1864) |             | Cultivateur, brasseur, propriétaire, maire du Cateau (1835-1848)                                            |
| 1833    | 1839         | Armand Constant Béra (1796-1848)                     |             | Marchand de bois, maire de Catillon, ancien lieutenant-colonel de la Garde nationale                        |
| 1839    | 1848         | Léopold Bricout                                      |             | Capitaine de la Garde, propriétaire à Catillon-sur-Sambre                                                   |
| 1845    | 1848         | M. Boudart-Horrie                                    |             | Marchand de vin au Cateau                                                                                   |
|         |              |                                                      |             | |
| 1880    |              | Jules Hallette                                       |             | Propriétaire au Cateau                                                                                      |
| 1880    |              | Constant Lozé                                        |             | Propriétaire au Cateau                                                                                      |
|         |              |                                                      |             | |
| 1892    | 1898         | Noël Basquin                                         |             | Notaire au Cateau                                                                                           |
| 1892    | 1917 (décès) | Isidore Carpentier-Risbourg (1842-1917)              | Radical     | Fabricant de tissu, maire de Pommereuil                                                                     |
| 1917    | 1919         | siège vacant                                         |             | |
| 1919    | 1922         | Georges Juglard                                      | Républicain | Maire d'Ors                                                                                                 |
| 1922    | 1934         | Alfred Delattre                                      | FR          | Vétérinaire au Cateau                                                                                       |
| 1934    | 1940         | Henri Preux                                          | FR          | Maire du Cateau                                                                                             |
| 1940    |              |                                                      |             | Les conseils d'arrondissement ont été suspendus par la loi du 12 octobre 1940 et n'ont jamais été réactivés |

### Conseillers généraux de 1833 à 2015
| Période | Période          | Identité                                                | Étiquette                | Qualité |
| ------- | ---------------- | ------------------------------------------------------- | ------------------------ | --- |
| 1833    | 1836 (décès)     | Charles Antoine Joseph Deudon de l'Avantage (1765-1836) |                          | Licencié en droit, avocat, propriétaire au Cateau                                                                                           |
| 1836    | 1848             | Napoléon Mouton                                         | Républicain modéré       | Avocat Député du Nord à l'Assemblée nationale constituante (1848-1849)                                                                      |
| 1848    | 1875 (décès)     | Charles Seydoux (1796-1875)                             | Majorité dynastique      | Propriétaire au Cateau Député au Corps législatif (1849-1851, 1852-1870) Maire du Cateau                                                    |
| 1875    | 1896 (décès)     | Charles Seydoux (1827-1896)                             | Républicain              | Manufacturier au Cateau Président du Conseil Général                                                                                        |
| 1896    | 1898 (démission) | Félix Simons (décédé en 1900)                           | Républicain              | Ingénieur, manufacturier en céramiques, maire de Saint-Benin                                                                                |
| 1898    | 1907             | Charles Martinet                                        | Républicain              | Propriétaire, maire du Cateau |
| 1907    | 1911 (décès)     | Alfred Seydoux (1862-1911)                              | Républicain Progressiste | Industriel, régent de la Banque de France                                                                                                   |
| 1912    | 1918 (décès)     | Albert Seydoux (fils de Charles Seydoux)                | Républicain Progressiste | Industriel Député (1910-1918) |
| 1919    | 1927 (décès)     | André Seydoux                                           | Droite                   | Industriel |
| 1927    | 1937             | Henri Seydoux (fils du précédent)                       | RG                       | Industriel |
| 1937    | 1940             | Gaston Villebasse                                       | SFIO                     | Instituteur à Montay, ancien conseiller municipal de Tourcoing                                                                              |
|         |                  |                                                         |                          | |
| 1945    | 1961             | Marcel Éloire (1906-1983)                               | SFIO                     | Maire du Cateau-Cambrésis (1945-1965) Suppléant du député Narcisse Pavot                                                                    |
| 1961    | 1967             | Jules Motte (1910-1977)                                 | DVD                      | Commerçant |
| 1967    | 1973             | Pierre Mauroy                                           | SFIO puis PS             | Professeur de l'enseignement technique Conseiller municipal de Cachan (Val-de-Marne) Député du Nord à partir de 1973 Futur Premier ministre |
| 1973    | 1992             | Roland Grimaldi                                         | PS                       | Professeur Sénateur (1977-1992) Maire du Cateau-Cambrésis (1989-1995)                                                                       |
| 1992    | 1998             | René Ledieu                                             | RPR                      | Maire du Cateau-Cambrésis (1988-1989 et 1995-2001)                                                                                          |
| 1998    | 2004             | Roland Grimaldi                                         | DVG                      | Ancien sénateur |
| 2004    | 2015             | Laurent Coulon                                          | PS                       | Vice-président du Conseil général Conseiller municipal du Cateau-Cambrésis                                                                  |

### Représentation depuis 2015
| Période élective | Période élective | Mandat | Mandat   | Identité              | Nuance | Nuance | Qualité                                                                                |
| ---------------- | ---------------- | ------ | -------- | --------------------- | ------ | ------ | -------------------------------------------------------------------------------------- |
| 2015             | 2021             | 2015   | 2021     | Sylvie Clerc-Cuvelier |        | DVD    | Monitrice éducatrice en arts plastiques Conseillère municipale du Cateau-Cambrésis     |
| 2015             | 2021             | 2015   | 2021     | Didier Drieux         |        | DVD    | Retraité Maire de Marcoing Ancien conseiller général du Canton de Marcoing (2008-2015) |
| 2021             | 2028             | 2021   | en cours | Yannick Caremelle     |        | DVC    | Médecin généraliste Conseiller municipal de Gouzeaucourt                               |
| 2021             | 2028             | 2021   | en cours | Sylvie Clerc          |        | DVD    | Conseillère sortante, adjointe au maire du Cateau                                      |

### Résultats détaillés

#### Élections de mars 2015
À l'issue du 1er tour des élections départementales de 2015, trois binômes sont en ballottage : Pascal Bultez et Virginie Monvoisin (FN, 38,31 %), Sylvie Clerc-Cuvelier et Didier Drieux (Union de la Droite, 34,85 %) et Laurent Coulon et Valérie Lheureux (PS, 26,83 %). Le taux de participation est de 52,78 % (20 079 votants sur 38 041 inscrits) contre 46,81 % au niveau départemental et 50,17 % au niveau national.
Au second tour, Sylvie Clerc-Cuvelier et Didier Drieux (Union de la Droite) sont élus avec 48,75 % des suffrages exprimés et un taux de participation de 53,77 % (9 366 voix pour 20 458 votants et 38 044 inscrits).

#### Élections de juin 2021
Le premier tour des élections départementales de 2021 est marqué par un très faible taux de participation (33,26 % au niveau national). Dans le canton du Cateau-Cambrésis, ce taux de participation est de 34,78 % (13 094 votants sur 37 650 inscrits) contre 30,39 % au niveau départemental. À l'issue de ce premier tour, deux binômes sont en ballottage : Yannick Caremelle et Sylvie Clerc (DVC, 61,57 %) et Mélanie Disdier et Pierre-Antoine Watremez (RN, 38,43 %).
Le second tour des élections est marqué une nouvelle fois par une abstention massive équivalente au premier tour. Les taux de participation sont de 34,36 % au niveau national, 31,01 % dans le département et 35,15 % dans le canton du Cateau-Cambrésis. Yannick Caremelle et Sylvie Clerc (DVC) sont élus avec 63,54 % des suffrages exprimés (7 906 voix pour 13 241 votants et 37 672 inscrits),,. 

## Composition

### Composition avant 2015

Situation du canton du Cateau-Cambrésis dans son arrondissement avant 2015.

Jusqu'en 2015 le canton du Cateau-Cambrésis regroupait dix-huit communes.
| Nom                             | Code Insee | Codepostal | Superficie (km2) | Population (dernière pop. légale) | Densité (hab./km2) |
| ------------------------------- | ---------- | ---------- | ---------------- | --------------------------------- | ------------------ |
| Le Cateau-Cambrésis (chef-lieu) | 59136      | 59360      | 27,24            | 7 058 (2012)                      | 259                |
| Bazuel                          | 59055      | 59360      | 11,81            | 547 (2012)                        | 46                 |
| Beaumont-en-Cambrésis           | 59059      | 59540      | 3,31             | 469 (2012)                        | 142                |
| Catillon-sur-Sambre             | 59137      | 59360      | 13,03            | 804 (2012)                        | 62                 |
| Honnechy                        | 59311      | 59980      | 6,53             | 535 (2012)                        | 82                 |
| Inchy                           | 59321      | 59540      | 3,90             | 726 (2012)                        | 186                |
| La Groise                       | 59274      | 59360      | 9,38             | 486 (2012)                        | 52                 |
| Maurois                         | 59394      | 59980      | 2,11             | 416 (2012)                        | 197                |
| Mazinghien                      | 59395      | 59360      | 9,01             | 314 (2012)                        | 35                 |
| Montay                          | 59412      | 59360      | 5,51             | 335 (2012)                        | 61                 |
| Neuvilly                        | 59430      | 59360      | 12,57            | 1 078 (2012)                      | 86                 |
| Ors                             | 59450      | 59360      | 17,76            | 657 (2012)                        | 37                 |
| Pommereuil                      | 59465      | 59360      | 6,45             | 775 (2012)                        | 120                |
| Rejet-de-Beaulieu               | 59496      | 59360      | 6,35             | 254 (2012)                        | 40                 |
| Reumont                         | 59498      | 59980      | 2,77             | 394 (2012)                        | 142                |
| Saint-Benin                     | 59531      | 59360      | 4,66             | 346 (2012)                        | 74                 |
| Saint-Souplet                   | 59545      | 59360      | 12,66            | 1 292 (2012)                      | 102                |
| Troisvilles                     | 59604      | 59980      | 8,42             | 844 (2012)                        | 100                |

### Composition depuis 2015
Le canton du Cateau-Cambrésis comprend désormais cinquante-six communes entières.
| Nom                                         | Code Insee | Intercommunalité          | Superficie (km2) | Population (dernière pop. légale) | Densité (hab./km2) | Modifier                                    |
| ------------------------------------------- | ---------- | ------------------------- | ---------------- | --------------------------------- | ------------------ | ------------------------------------------- |
| Le Cateau-Cambrésis (bureau centralisateur) | 59136      | CA du Caudrésis - Catésis | 27,24            | 6 846 (2022)                      | 251                | modifier les données · modifier les données |
| Awoingt                                     | 59039      | CA de Cambrai             | 6,31             | 773 (2022)                        | 123                | modifier les données · modifier les données |
| Banteux                                     | 59047      | CA de Cambrai             | 6,18             | 343 (2022)                        | 56                 | modifier les données · modifier les données |
| Bantouzelle                                 | 59049      | CA de Cambrai             | 7,45             | 443 (2022)                        | 59                 | modifier les données · modifier les données |
| Bazuel                                      | 59055      | CA du Caudrésis - Catésis | 11,81            | 549 (2022)                        | 46                 | modifier les données · modifier les données |
| Beaumont-en-Cambrésis                       | 59059      | CA du Caudrésis - Catésis | 3,31             | 457 (2022)                        | 138                | modifier les données · modifier les données |
| Bertry                                      | 59074      | CA du Caudrésis - Catésis | 8,54             | 2 138 (2022)                      | 250                | modifier les données · modifier les données |
| Briastre                                    | 59108      | CA du Caudrésis - Catésis | 6,92             | 695 (2022)                        | 100                | modifier les données · modifier les données |
| Busigny                                     | 59118      | CA du Caudrésis - Catésis | 16,47            | 2 437 (2022)                      | 148                | modifier les données · modifier les données |
| Cantaing-sur-Escaut                         | 59125      | CA de Cambrai             | 6,48             | 408 (2022)                        | 63                 | modifier les données · modifier les données |
| Catillon-sur-Sambre                         | 59137      | CA du Caudrésis - Catésis | 13,03            | 783 (2022)                        | 60                 | modifier les données · modifier les données |
| Cattenières                                 | 59138      | CA du Caudrésis - Catésis | 5,40             | 687 (2022)                        | 127                | modifier les données · modifier les données |
| Caullery                                    | 59140      | CA du Caudrésis - Catésis | 2,50             | 464 (2022)                        | 186                | modifier les données · modifier les données |
| Clary                                       | 59149      | CA du Caudrésis - Catésis | 9,93             | 1 087 (2022)                      | 109                | modifier les données · modifier les données |
| Crèvecœur-sur-l'Escaut                      | 59161      | CA de Cambrai             | 19,06            | 717 (2022)                        | 38                 | modifier les données · modifier les données |
| Dehéries                                    | 59171      | CA du Caudrésis - Catésis | 1,87             | 42 (2022)                         | 22                 | modifier les données · modifier les données |
| Élincourt                                   | 59191      | CA du Caudrésis - Catésis | 8,41             | 618 (2022)                        | 73                 | modifier les données · modifier les données |
| Esnes                                       | 59209      | CA de Cambrai             | 14,44            | 673 (2022)                        | 47                 | modifier les données · modifier les données |
| Flesquières                                 | 59236      | CA de Cambrai             | 6,28             | 269 (2022)                        | 43                 | modifier les données · modifier les données |
| Fontaine-au-Pire                            | 59243      | CA du Caudrésis - Catésis | 7,57             | 1 209 (2022)                      | 160                | modifier les données · modifier les données |
| Gonnelieu                                   | 59267      | CA de Cambrai             | 4,97             | 283 (2022)                        | 57                 | modifier les données · modifier les données |
| Gouzeaucourt                                | 59269      | CA de Cambrai             | 12,11            | 1 434 (2022)                      | 118                | modifier les données · modifier les données |
| La Groise                                   | 59274      | CA du Caudrésis - Catésis | 9,38             | 470 (2022)                        | 50                 | modifier les données · modifier les données |
| Haucourt-en-Cambrésis                       | 59287      | CA du Caudrésis - Catésis | 3,57             | 192 (2022)                        | 54                 | modifier les données · modifier les données |
| Honnechy                                    | 59311      | CA du Caudrésis - Catésis | 6,53             | 558 (2022)                        | 85                 | modifier les données · modifier les données |
| Honnecourt-sur-Escaut                       | 59312      | CA de Cambrai             | 15,49            | 722 (2022)                        | 47                 | modifier les données · modifier les données |
| Inchy                                       | 59321      | CA du Caudrésis - Catésis | 3,90             | 627 (2022)                        | 161                | modifier les données · modifier les données |
| Lesdain                                     | 59341      | CA de Cambrai             | 8,43             | 448 (2022)                        | 53                 | modifier les données · modifier les données |
| Ligny-en-Cambrésis                          | 59349      | CA du Caudrésis - Catésis | 8,79             | 1 874 (2022)                      | 213                | modifier les données · modifier les données |
| Malincourt                                  | 59372      | CA du Caudrésis - Catésis | 10,30            | 487 (2022)                        | 47                 | modifier les données · modifier les données |
| Marcoing                                    | 59377      | CA de Cambrai             | 15,11            | 1 865 (2022)                      | 123                | modifier les données · modifier les données |
| Maretz                                      | 59382      | CA du Caudrésis - Catésis | 11,28            | 1 403 (2022)                      | 124                | modifier les données · modifier les données |
| Masnières                                   | 59389      | CA de Cambrai             | 10,97            | 2 731 (2022)                      | 249                | modifier les données · modifier les données |
| Maurois                                     | 59394      | CA du Caudrésis - Catésis | 2,11             | 405 (2022)                        | 192                | modifier les données · modifier les données |
| Mazinghien                                  | 59395      | CA du Caudrésis - Catésis | 9,01             | 279 (2022)                        | 31                 | modifier les données · modifier les données |
| Montay                                      | 59412      | CA du Caudrésis - Catésis | 5,51             | 275 (2022)                        | 50                 | modifier les données · modifier les données |
| Montigny-en-Cambrésis                       | 59413      | CA du Caudrésis - Catésis | 5,87             | 552 (2022)                        | 94                 | modifier les données · modifier les données |
| Neuvilly                                    | 59430      | CA du Caudrésis - Catésis | 12,57            | 1 091 (2022)                      | 87                 | modifier les données · modifier les données |
| Niergnies                                   | 59432      | CA de Cambrai             | 4,35             | 511 (2022)                        | 117                | modifier les données · modifier les données |
| Noyelles-sur-Escaut                         | 59438      | CA de Cambrai             | 4,80             | 815 (2022)                        | 170                | modifier les données · modifier les données |
| Ors                                         | 59450      | CA du Caudrésis - Catésis | 17,76            | 639 (2022)                        | 36                 | modifier les données · modifier les données |
| Pommereuil                                  | 59465      | CA du Caudrésis - Catésis | 6,45             | 779 (2022)                        | 121                | modifier les données · modifier les données |
| Rejet-de-Beaulieu                           | 59496      | CA du Caudrésis - Catésis | 6,35             | 227 (2022)                        | 36                 | modifier les données · modifier les données |
| Reumont                                     | 59498      | CA du Caudrésis - Catésis | 2,77             | 341 (2022)                        | 123                | modifier les données · modifier les données |
| Ribécourt-la-Tour                           | 59500      | CA de Cambrai             | 8,79             | 378 (2022)                        | 43                 | modifier les données · modifier les données |
| Les Rues-des-Vignes                         | 59517      | CA de Cambrai             | 17,85            | 740 (2022)                        | 41                 | modifier les données · modifier les données |
| Rumilly-en-Cambrésis                        | 59520      | CA de Cambrai             | 6,72             | 1 422 (2022)                      | 212                | modifier les données · modifier les données |
| Saint-Benin                                 | 59531      | CA du Caudrésis - Catésis | 4,66             | 341 (2022)                        | 73                 | modifier les données · modifier les données |
| Saint-Souplet                               | 59545      | CA du Caudrésis - Catésis | 12,66            | 1 197 (2022)                      | 95                 | modifier les données · modifier les données |
| Séranvillers-Forenville                     | 59567      | CA de Cambrai             | 7,24             | 417 (2022)                        | 58                 | modifier les données · modifier les données |
| Troisvilles                                 | 59604      | CA du Caudrésis - Catésis | 8,42             | 808 (2022)                        | 96                 | modifier les données · modifier les données |
| Villers-Guislain                            | 59623      | CA de Cambrai             | 11,27            | 682 (2022)                        | 61                 | modifier les données · modifier les données |
| Villers-Outréaux                            | 59624      | CA du Caudrésis - Catésis | 7,09             | 2 137 (2022)                      | 301                | modifier les données · modifier les données |
| Villers-Plouich                             | 59625      | CA de Cambrai             | 10,97            | 389 (2022)                        | 35                 | modifier les données · modifier les données |
| Walincourt-Selvigny                         | 59631      | CA du Caudrésis - Catésis | 15,07            | 2 091 (2022)                      | 139                | modifier les données · modifier les données |
| Wambaix                                     | 59635      | CA de Cambrai             | 6,17             | 368 (2022)                        | 60                 | modifier les données · modifier les données |
| Canton du Cateau-Cambrésis                  | 5910       |                           | 504,49           | 51 616 (2022)                     | 102                | modifier les données                        |

## Démographie

### Démographie avant 2015

#### Évolutions démographiques
| 1982   | 1990   | 1999   | 2006   | 2011   | 2012   |
| ------ | ------ | ------ | ------ | ------ | ------ |
| 19 310 | 18 132 | 17 486 | 17 275 | 17 318 | 17 330 |

#### Pyramide des âges
Comparaison des pyramides des âges du Canton du Cateau-Cambrésis et du département du Nord en 2006
| Hommes | Classe d’âge   | Femmes |
| ------ | -------------- | ------ |
| 0,3    | 90 ans et plus | 0,8    |
| 5,6    | 75 à 89 ans    | 9,8    |
| 11,7   | 60 à 74 ans    | 13,8   |
| 20,8   | 45 à 59 ans    | 19,5   |
| 20,6   | 30 à 44 ans    | 18,9   |
| 19,4   | 15 à 29 ans    | 18,7   |
| 21,7   | 0 à 14 ans     | 18,6   |

| Hommes | Classe d’âge   | Femmes |
| ------ | -------------- | ------ |
| 0,2    | 90 ans et plus | 0,8    |
| 4,3    | 75 à 89 ans    | 7,9    |
| 10,3   | 60 à 74 ans    | 11,9   |
| 19,7   | 45 à 59 ans    | 19,4   |
| 21,1   | 30 à 44 ans    | 20,1   |
| 22,6   | 15 à 29 ans    | 21     |
| 21,6   | 0 à 14 ans     | 19     |

### Démographie depuis 2015
En 2022, le canton comptait 51 616 habitants, en évolution de −2,03 % par rapport à 2016 (Nord : +0,51 %, France hors Mayotte : +2,11 %).
| 2013   | 2018   | 2022   |
| ------ | ------ | ------ |
| 52 776 | 52 436 | 51 616 |